# Eubulo (commediografo)
Eubulo del demo di Cetto (in greco antico: Εὔβουλος?, Eùboulos; Atene, anni Dieci del V secolo a.C. – dopo il 376 a.C.) è stato un commediografo ateniese.

## Biografia
Eubulo, ateniese del demo di Cetto, viene ricordato da Suda come autore di passaggio tra la commedia antica e la commedia di mezzo. Inoltre, da fonti epigrafiche risulta vincitore sei volte alle Lenee, probabilmente per la prima volta a partire dal 376 a.C. circa.

## Commedie
Di Eubulo restano una cinquantina di titoli e 150 frammenti:
- Ancylion
- Anchises
- Amaltheia
- Anasozomenoi ("Quelli che cercano di sopravvivere")
- Antiope
- Astytoi ("Impotenti")
- Auge
- Bellerophon
- Ganymede
- Glaucus
- Daedalus
- Danae
- Deucalion
- Dionysius
- Dolon
- Eirene ("Pace")
- Europa
- Echo
- Ixion
- Ion
- Kalathephoroi ("I portacesti")
- Campylion
- Katakollomenos ("Il tifoso")
- Cercopes
- Clepsydra
- Korydalos
- Kybeutai ("Giocatori di dadi")
- Lakones o Leda
- Medea
- Mylothris ("La mugnaia")
- Mysians
- Nannion
- Nausicaa
- Neottis
- Xuthus
- Odysseus o Panoptai
- Oedipodes
- Oenomaos o Pelops
- Olbia
- Orthannes
- Pamphilus
- Pannychis ("La festa notturna")
- Parmeniscus
- Pentathlos ("Il pentatleta")
- Plangon
- Pornoboskos ("Il lenone")
- Procris
- Prosousia o Cycnus
- Semele o Dionysus
- Skyteus ("Il calzolaio")
- Stephanopolides ("La fioraia")
- Sphingokarion
- Titans
- Tithai o Titthe ("La balia" o "Le balie")
- Phoenix
- Charites
- Chrysilla
- Psaltria ("L'arpista")

Una notizia, peraltro abbastanza confusa, in uno scolio a Platone sembra suggerire che alcuni dei suoi drammi fossero prodotti da Filippo, figlio di Aristofane. Inoltre, l'attacco personale non era risparmiato da Eubulo, che, a quanto emerge dai frammenti, criticò Filocrate, Callimedonte, Cidia e Dionisio I di Siracusa.